# 袖浦市
袖浦市（日语：／ Sodegaura shi */?）是千葉縣中部的一市，面向東京灣。相較于周邊該市，該市設立較晚。

## 人口
| 袖ケ浦市人口分布圖 |                                                 |  |
| 袖ケ浦市與日本全國年齡別人口分布比較圖 （2005年資料） | 袖ケ浦市的年齡、男女別人口分布圖 （2005年資料） |  |
| ■紫色是袖ケ浦市 ■綠色是全国 | ■藍色是男性 ■紅色是女性                         |  |
| 袖ケ浦市人口變化 \| 1970年 \| 25,500人 \| \| \| 1975年 \| 31,832人 \| \| \| 1980年 \| 38,837人 \| \| \| 1985年 \| 46,460人 \| \| \| 1990年 \| 52,818人 \| \| \| 1995年 \| 57,575人 \| \| \| 2000年 \| 58,593人 \| \| \| 2005年 \| 59,108人 \| \| \| 2010年 \| 60,355人 \| \| \| 2015年 \| 60,952人 \| \| \| 2020年 \| 63,883人 \| \| |                                                 |  |
| 資料來源：日本總務省統計中心提供之人口普查數據 |                                                 |  |
| 1970年 | 25,500人                                        |  |
| 1975年 | 31,832人                                        |  |
| 1980年 | 38,837人                                        |  |
| 1985年 | 46,460人                                        |  |
| 1990年 | 52,818人                                        |  |
| 1995年 | 57,575人                                        |  |
| 2000年 | 58,593人                                        |  |
| 2005年 | 59,108人                                        |  |
| 2010年 | 60,355人                                        |  |
| 2015年 | 60,952人                                        |  |
| 2020年 | 63,883人                                        |  |

## 歷史
《古事記》記載，日本武尊東征渡海（東京灣）時，妻子弟橘媛為平息海神憤怒而投海，其衣袖漂至千葉縣東京灣岸一帶，因而稱為「袖浦」。古時所稱的袖浦範圍廣大，習志野市也有名為袖浦的地名。
JR內房線以西在過去是東京灣一部分，海苔養殖盛行。本市養殖的主要品種奈良輪荒海苔因是在本市奈良輪發現而得名。

### 沿革
- 1955年（昭和30年）3月31日 - 君津郡（日语：君津郡）昭和町（日语：昭和町 (千葉県)）、長浦村（日语：長浦村 (千葉県)）、根形村（日语：根形村）部分地區（岩井、谷中、三黑）合併成立袖浦町。
- 1971年（昭和46年）11月3日 - 袖浦町、平川町合併。
- 1991年（平成3年）4月1日 - 袖浦町施行市制，為袖浦市。

## 行政
- 市長 - 出口清（でぐち きよし）

### 行政中心
- 袖浦市役所
  - 平川行政中心
  - 長浦行政中心

## 姊妹都市

### 日本國外
- 伊達賈伊（巴西聖卡塔琳娜州）

1979年1月31日在伊達賈伊簽署姊妹都市共同宣言書。

## 地區
依照合併歷史可分為
- 昭和地區
- 長浦地區
- 根形地區
- 中川地區
- 平岡地區

## 新興住宅區域
- 福王台地區
- 長浦站前（皐月台）地區
- 藏波台地區
- 代宿團地（欅台けやき台）
- 濱宿團地
- のぞみ野

| 地區     | 大字、町名                                                                                                 |
| -------- | --- |
| 昭和地區 | 坂戶市場、奈良輪、福王台、神納                                                                             |
| 長浦地區 | 今井、野田、藏波、藏波台、長浦站前、久保田、代宿                                                           |
| 根形地區 | 飯富、下新田、三作（三ツ作）、大曾根、勝、希野（のぞみ野）                                                 |
| 中川地區 | 大鳥居、橫田、三黑、谷中、百目木、下根岸、阿部、打越、大竹、上宮田、下宮田、玉野、吉野田、瀧之口（滝の口） |
| 平岡地區 | 川原井、林、高谷、三箇、野里、永吉、上泉、下泉、岩井                                                       |
| 填海地等 | 長浦、南袖、中袖、北袖、椎之森（椎の森）                                                                   |

## 教育

### 小學校
| - 袖浦市立昭和小學校 - 袖浦市立長浦小學校 - 袖浦市立藏波小學校 - 袖浦市立奈良輪小學校 | - 袖浦市立根形小學校 - 袖浦市立中川小學校 - 袖浦市立平岡小學校 |

### 中學校
- 袖浦市立昭和中學校
- 袖浦市立長浦中學校
- 袖浦市立根形中學校
- 袖浦市立平川中學校
- 袖浦市立藏波中學校

### 高等學校
- 千葉縣立袖浦高等學校（日语：千葉県立袖ヶ浦高等学校）

### 特別支援學校
- 千葉縣立槇之實特別支援學校（日语：千葉県立槇の実特別支援学校）

### 圖書館
- 袖浦市立中央圖書館
- 袖浦市立長浦丘之上（おかのうえ）圖書館
- 袖浦市立平川圖書館
- 根形公民館圖書室
- 平岡公民館圖書室

### 體育設施
- 袖浦市總合運動場
  - 袖浦市總合運動場棒球場
  - 袖浦市總合運動場陸上競技場（日语：袖ケ浦市総合運動場陸上競技場）

## 交通

### 鐵路
東日本旅客鐵道（JR東日本）
- 內房線：長浦站 - 袖浦站
- 久留里線：橫田站 - 東橫田站

京葉臨海鐵道（貨物線）
- 臨海本線：北袖站（日语：北袖駅） - 京葉久保田站（日语：京葉久保田駅）

### 巴士路線

#### 高速巴士

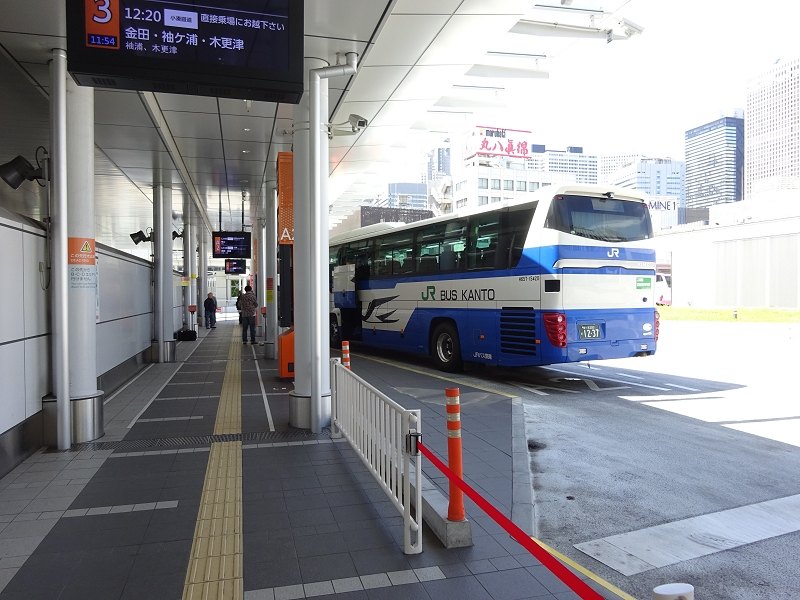
高速巴士（到Busta新宿）

路線名與主要停靠站 … （）內為巴士公司，粗字為市內設置的站名
- 水線高速巴士（アクアライン高速バス）
  - 橫濱線（日東、小湊、京急）：木更津站 - 袖浦BT（日语：袖ケ浦バスターミナル） ⇔ 橫濱站
  - 川崎線（日東、小湊、京急、東灣、川鶴）：木更津站 - 袖浦BT ⇔ 海螢火蟲PA ⇔ 浮島BT - 川崎站
  - 羽田機場線（日東、小湊、京急、東空）：木更津站 - 袖浦BT - 木更津金田BT ⇔ 羽田機場
  - 品川線
    - 木更津線（日東、小湊、京急）：木更津站 - 袖浦BT ⇔ 品川站
    - 長浦線（日東、小湊、京急）：長浦站 - 袖浦站 - 袖浦BT ⇔ 品川站

  - 新宿線（小湊、小田急）：木更津站 - 袖浦BT ⇔ 新宿站

- 館山道高速巴士
  - 千葉線【Kapina號（日语：カピーナ号）】（日東、鴨日、千中）：安房鴨川站 - 高谷 - 平岡小前 - 東京德國村（日语：東京ドイツ村） - 瀧澤團地 ⇔ 縣廳 - 千葉站
  - 鴨川線【Kapina號】（日東、鴨日、千中）：千葉站 - 瀧澤團地 - 東京德國村 - 平岡小前 - 高谷 ⇔ 安房鴨川站

巴士公司 （）內是上述略稱
- 日東交通（日语：日東交通 (千葉県)）（日東）
- 小湊鐵道（小湊）
- 千葉中央巴士（日语：千葉中央バス）（千中）
- 京濱急行巴士（京急）
- 東京空港交通（東空）
- 東京灣服務（日语：東京ベイサービス (バス会社)）（東灣）
- 川崎鶴見臨港巴士（日语：川崎鶴見臨港バス）（川鶴）
- 小田急城市巴士（日语：小田急シティバス）（小田急）

#### 路線巴士
市內巴士路線由日東交通、小湊鐵道營運。

### 道路

#### 高速道路
- 館山自動車道
- 東京灣水線連絡道（袖浦IC）

#### 國道
- 國道16號
- 國道409號（日语：国道409号）
- 國道410號（日语：国道410号）

#### 縣道
- 主要地方道
  - 千葉縣道24號千葉鴨川線（日语：千葉県道24号千葉鴨川線）（久留里街道）
  - 千葉縣道33號君津平川線（日语：千葉県道33号君津平川線）
  - 千葉縣道87號袖浦中島木更津線（日语：千葉県道87号袖ケ浦中島木更津線）
- 一般縣道
  - 千葉縣道143號南總昭和線（日语：千葉県道143号南総昭和線）
  - 千葉縣道145號長浦上總線（日语：千葉県道145号長浦上総線）
  - 千葉縣道146號木更津根形線（日语：千葉県道146号木更津根形線）
  - 千葉縣道165號橫田停車場上泉線（日语：千葉県道165号横田停車場上泉線）
  - 千葉縣道167號馬來田停車場中川線（日语：千葉県道167号馬来田停車場中川線）
  - 千葉縣道224號袖浦停車場線（日语：千葉県道224号袖ケ浦停車場線）
  - 千葉縣道287號袖浦姊崎停車場線（日语：千葉県道287号袖ケ浦姉ケ崎停車場線）
  - 千葉縣道300號上高根北袖線（日语：千葉県道300号上高根北袖線）

### 港灣
- 千葉港（國際據點港灣）

## 知名人士
- 廣山望（サッカー選手）

## 名勝、古蹟、觀光

### 主題樂園

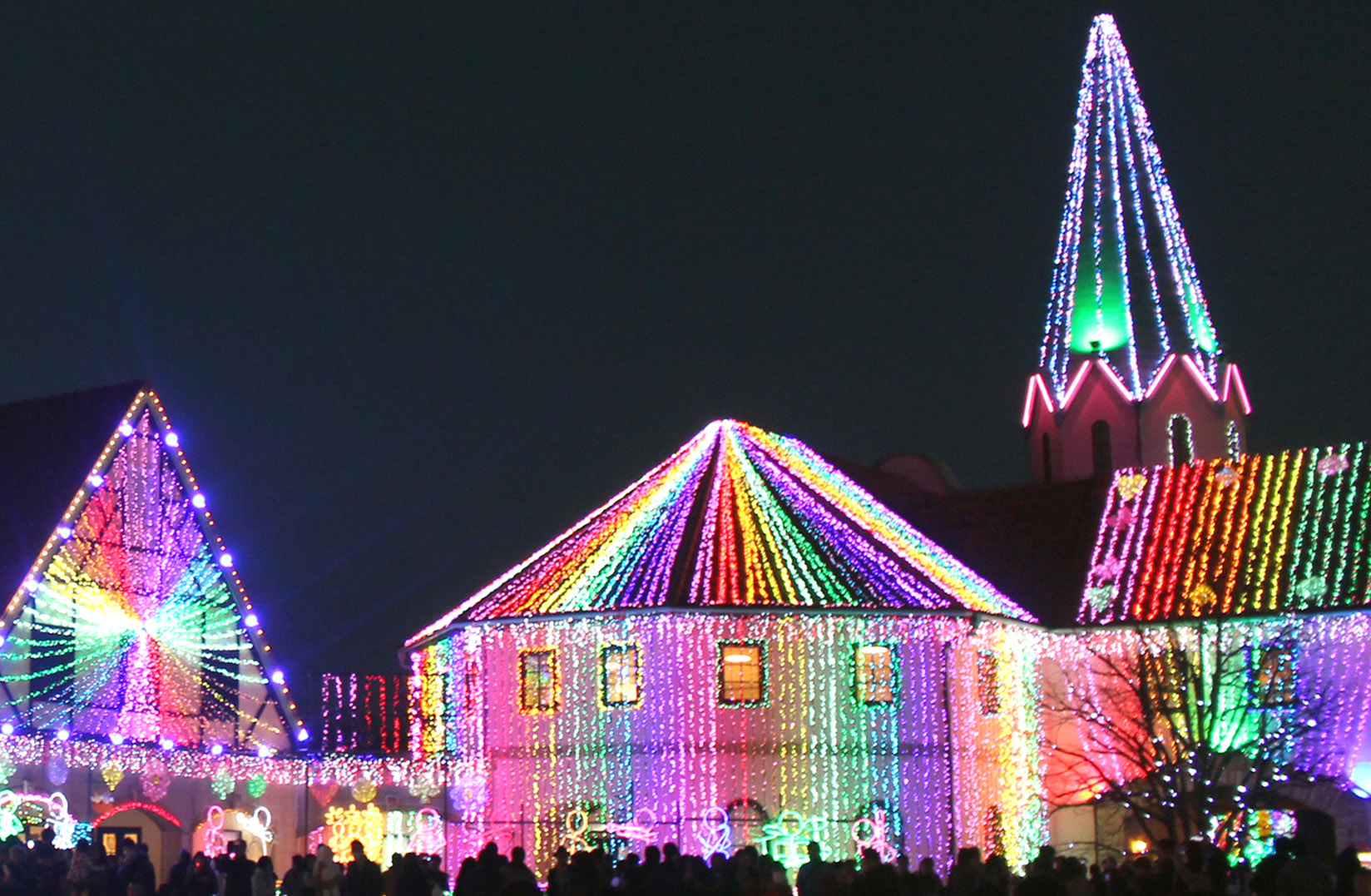
東京德國村

- 東京德國村（日语：東京ドイツ村）
- 鴕鳥王國（日语：ダチョウ王国）

### 公園
- 袖浦公園（日语：袖ケ浦公園）
- 袖浦海濱公園（日语：袖ケ浦海浜公園）
- 百目木公園

### 鄉土文化
- 上總掘法（日语：上総掘り）（鄉土博物館館外展示）

### 高爾夫球場
- 東京灣鄉村俱樂部
- 茶花山鄉村俱樂部（カメリアヒルズカントリークラブ）
- 木更津高爾夫俱樂部

### 賽車場
- 袖浦森林賽道（日语：袖ヶ浦フォレストレースウェイ）

### 露營場
- 森之牧場汽車露營（森のまきばオートキャンプ場）

## 備註
1. ↑  .   [2015-09-12]. （原始内容存档于2015-09-01）.

## 外部連結
行政
- 袖浦市（页面存档备份，存于）